# 山寮 (雲林縣)
山寮，原寫為山藔，是臺灣雲林縣臺西鄉的一個傳統地域名稱，位於該鄉中部偏南。相較於今日行政區，其範圍大致包括山寮村不含西北角及西南角及北部東側凸出部分的北部、五港村東南端邊界地帶。

## 歷史
台灣清治末期，山寮地區為一街庄，稱為「山藔庄」，隸屬於海豐堡。該庄北北東與五條港庄、普令厝庄為鄰，東南東與五塊藔庄為鄰，南南西邊為什張犁庄為鄰，西北西邊為海口厝庄。
1901年（日治明治三十四年）11月，全台廢縣廳改設二十廳，該庄隸屬於斗六廳。1903年（明治三十六年）6月，該庄編入「崙仔頂區」，仍隸屬於斗六廳。1909年（明治四十二年）10月，合併二十廳為十二廳，崙仔頂區改隸屬於嘉義廳。1920年（大正九年），全台地方制度大改正，廢十二廳改設五州二廳，該庄改制並雅化為「山寮」大字，隸屬於臺南州虎尾郡海口庄。
戰後海口庄改制為海口鄉，隸屬於臺南縣，大字亦改制為村。1946年9月，海口鄉拆分為臺西、東勢兩鄉，本地區隸屬於臺西鄉。1950年9月，雲、嘉、南分治，臺西鄉改隸屬於雲林縣。

## 聚落
本地區發展較早的聚落有什張犁（光華）、下山藔、頂客厝仔等，在日治期初期的官方地圖上已有記載。

## 交通
省道台78線即「東西向快速公路－台西古坑線」，是雲林縣境內的東西向快速公路，大致先以西南西—東北東走向轉西向東經過本地區西半葉的北部，再以西北微西—東南微東走向繞大彎轉西南西—東北東走向經過本地區東半葉的北部。境內未設交流道，西側最近的是位於西鄰東勢厝境內縣道153號交會處的東勢交流道；東側最近的是位於後湖境內省道台19線交會處的元長交流道。由此等向西可前往台西鄉並止於省道台61線（西部濱海快速公路）交會處的台西交流道；向東可前往元長鄉北部、土庫鎮、虎尾鎮南部、大埤鄉東北部、斗南鎮、斗六市南部、古坑鄉西北部、高厝林子頭的東側端點（古坑端）並止於國道3號古坑系統交流道；亦可於雲林系統交流道轉接國道1號前往台灣西部南北各地。
縣道155號（民權路、中山路、民族路），是五條港至北港的道路，大致以北向南轉東向西再轉北北東—南南西走向再轉北向南經過本地區中部偏東地帶。由該道路向北可前往五條港並止於省道台17線與台61線共線路口，向南轉南南東可前往四湖、水林、北港並止於省道台19線路口。
縣道158號（中山路、文化路），是海口至石榴班的道路，其西側端點位於海口聚落西側的省道台17線路口。由此向東轉東偏南穿越海口聚落後出境，轉東南東可前往東勢、褒忠、土庫、虎尾、斗南並止於省道台1線路口。
鄉道雲119線是圳頂至萬厝的道路。
鄉道雲119-1線是萬厝至下山寮的道路。